# Arthur H. Nadel
Arthur Howard Nadel (* 25. April 1921 in New York City, New York; † 22. Februar 1990 in Los Angeles, Kalifornien) war ein US-amerikanischer Film- und Fernsehregisseur, Filmproduzent, Drehbuchautor und Filmeditor.

## Leben
Arthur H. Nadel, auch als Arthur Nadel im Abspann genannt, leistete seine ersten Arbeiten beim Film als Editor, unter anderem bei Impact (1949), Opfer der Unterwelt (D.O.A., 1950) und Der Mann, der sich selbst nicht kannte (The Man Who Watched Trains Go By, 1952).
In den 1960er Jahren arbeitete Nadel als Regisseur und Produzent an so bekannten Fernsehserien wie, Westlich von Santa Fé (The Rifleman, 1962–1963), der Fantasy-Serie Isis (1975–1976), sowie den Sci-Fi-Serien Die Weltraum-Akademie (Space Academy, 1977) und Jason of Star Command (1978–1979).
Im Jahr 1967 drehte er als Regisseur den Musicalfilm Nur nicht Millionär sein (Clambake) mit Elvis Presley und Shelley Fabares in den Hauptrollen.
In den 1980er Jahren wandte er sich überwiegend Zeichentrickserien zu, wie Sport Billy (Sport Billy, 1979–1980), He-Man – Tal der Macht (He-Man and the Masters of the Universe, 1983–1985), Ghostbusters (Ghostbusters, 1986) und She-Ra – Prinzessin der Macht (She-Ra: Princess of Power, 1985–1987).
Arthur H. Nadel starb im Alter von 68 Jahren am 22. Februar 1990 in Los Angeles, Kalifornien.

## Trivia
Nadels Tochter ist mit dem Schauspieler John Berwick verheiratet.

## Filmografie (Auswahl)

### Regisseur
- 1962–1963: Westlich von Santa Fé (The Rifleman) (Fernsehserie, 10 Folgen)
- 1963: Arrest and Trial (Fernsehserie, 2 Folgen)
- 1963–1971: Bonanza (Bonanza) (Fernsehserie, 2 Folgen)
- 1966: Die Leute von der Shiloh Ranch (The Virginian) (Fernsehserie, 1 Folge)
- 1966: Big Valley (The Big Valley) (Fernsehserie, 4 Folgen)
- 1967: Daniel Boone (Daniel Boone) (Fernsehserie, 1 Folge)
- 1967: Heroic Mission (Fernsehserie, unbekannte Anzahl Folgen)
- 1967: Hondo (Fernsehserie, 1 Folge)
- 1967: Nur nicht Millionär sein (Clambake)
- 1970: High Chaparral (The High Chaparral) (Fernsehserie, 1 Folge)
- 1970: Im Netz der Abwehr (Underground)
- 1972: Lassie (Lassie) (Fernsehserie, 4 Folgen)
- 1972: Los Angeles 1937 (Banyon) (Fernsehserie, 1 Folge)
- 1972: Die Straßen von San Francisco (The Streets of San Francisco) (Fernsehserie, 3 Folgen)
- 1973–1974: Chase (Fernsehserie, 4 Folgen)
- 1974: Shazam! (Captain Marvel) (Fernsehserie, unbekannte Anzahl Folgen)
- 1975–1976: Isis (Fernsehserie, 3 Folgen)
- 1977: ABC Weekend Specials (Fernsehserie, 1 Folge)
- 1977: Die Weltraum-Akademie (Space Academy) (Fernsehserie, 2 Folgen)
- 1978–1979: Jason of Star Command (Fernsehserie, 28 Folgen)
- 1981: The Kid Super Power Hour with Shazam! (Captain Marvel) (Fernsehserie) (Live-Action-Sequenzen)

### Produzent
- 1959–1960: Law of the Plainsman (Associate Producer, 24 Folgen)
- 1959: Kein Fall für FBI (The Detectives Starring Robert Taylor) (Fernsehserie, als Produzent, unbekannte Anzahl Folgen)
- 1959–1961: Westlich von Santa Fé (The Rifleman) (Fernsehserie, als Associate Producer, 66 Folgen, als Produzent, 4 Folgen)
- 1963–1964: Arrest and Trial (Produzent) (Fernsehserie, 4 Folgen)
- 1964–1965: Stunde der Entscheidung (Fernsehserie, als Produzent, 5 Folgen)
- 1965–1966: Die Leute von der Shiloh Ranch (The Virginian) (Fernsehserie, als Produzent, 8 Folgen)
- 1969: Strategy of Terror (Produzent)
- 1975–1976: Isis (Fernsehserie, als Produzent, 22 Folgen)
- 1975–1976: Shazam! (Fernsehserie, als Produzent, 3 Folgen)
- 1977: Die Weltraum-Akademie (Space Academy) (Fernsehserie, als Associate Producer, 8 Folgen, als Produzent, 7 Folgen)
- 1978–1979: Jason of Star Command (Produzent) (Fernsehserie, 28 Folgen)
- 1981: The Kid Super Power Hour with Shazam! (Fernsehserie) (Produzent)
- 1985: Das Geheimnis des Zauberschwertes (The Secret of the Sword) (Produzent)

### Produktionsleiter
- 1979–1980 Sport Billy (Sport Billy) (Fernsehserie, als Dramaturg an 26 Folgen)
- 1981: Blackstar (Fernsehserie, als Executive Vice President: Kreativdirektor an 13 Folgen)
- 1983–1985: He-Man – Tal der Macht auch He-Man und die Meister des Universums (He-Man and the Masters of the Universe) (Fernsehserie, als Executive Vice President: Kreativdirektor an 130 Folgen)
- 1985: He-Man und She-Ra: Weihnachten auf Eternia (A Christmas Special) (Fernsehserie, als Executive Vice President: Kreativdirektor)
- 1985–1987: She-Ra – Prinzessin der Macht (She-Ra: Princess of Power) (Fernsehserie, als Executive Vice President: Kreativdirektor an 93 Folgen)
- 1986: Ghostbusters (Ghostbusters) (Fernsehserie, als Executive Vice President: Kreativdirektor an 65 Folgen)
- 1987–1988: BraveStarr (BraveStarr) (Fernsehserie, als Executive Vice President: Kreativdirektor an 4 Folgen)

### Drehbuchautor
- 1966: Die Leute von der Shiloh Ranch (The Virginian) (Fernsehserie, 1 Folge)
- 1974: Shazam! (Fernsehserie, unbekannte Anzahl Folgen)
- 1975–1976: Isis (Fernsehserie, 4 Folgen)
- 1977: The New Adventures of Batman (Fernsehserie, 2 Folgen)
- 1978–1979: Jason of Star Command (Fernsehserie, 28 Folgen)
- 1987: She-Ra – Prinzessin der Macht (She-Ra: Princess of Power) (Fernsehserie, 1 Folge)

### Filmeditor
- 1948: My Dear Secretary
- 1949: Impact
- 1950: Opfer der Unterwelt (D.O.A.)
- 1950: The Jackie Robinson Story
- 1951: The Magic Face (Leitender Editor)
- 1951: Fernruf aus Chicago (Chicago Calling)
- 1952: No Time for Flowers (Leitender Editor)
- 1952: Achtung! Blondinengangster (Without Warning!)
- 1952: Der Mann, der sich selbst nicht kannte (The Man Who Watched Trains Go By)
- 1952: Nicht die Zeit für Blumen (No Time for Flowers)
- 1952: Fernruf aus Chicago (Chicago Calling)
- 1953: Jagdstaffel z.b.V. (Sabre Jet)
- 1953: Sittenpolizei (Vice Squad)
- 1954: Omnibus (Fernsehserie, 1 Folge)
- 1955: El Tigre (Kiss of Fire)
- 1956: Im wilden Westen (Death Valley Days) (Fernsehserie, 1 Folge)
- 1956: No Place to Hide
- 1956–1959: Sky King (Fernsehserie, als Supervising Film Editor, 47 Folgen, als Leitender Editor, 4 Folgen)
- 1958: The Littlest Hobo
- 1958: Von Cowboys gejagt (Snowfire)